# Uomini che hanno rapporti sessuali con altri uomini
Uomini che hanno rapporti sessuali con altri uomini (dall'inglese Men who have sex with men; MSM) è la locuzione utilizzata per riferirsi agli uomini che sono coinvolti nell'attività sessuale con altri uomini indipendentemente dal loro orientamento sessuale; molti di loro preferiscono non identificarsi come persone gay o bisessuali.
Il termine è stato creato negli anni 1990 da epidemiologi per essere utilizzato in studi della distribuzione delle malattie sessualmente trasmissibili.